# Yac Diori
Yacouba Diori Hamani Magagi, más conocido como Yac Diori, (Niamey, 8 de septiembre de 1997) es un futbolista nigerino que juega de defensa central en el Marbella Fútbol Club, de la Primera División RFEF. Es internacional con la selección de fútbol de Níger.

## Carrera deportiva
Diori comenzó su carrera deportiva en el Kandadji Sport, en 2012, equipo que abandonó en 2016 para fichar por el Internacional Amistad de Palencia.
En ese mismo año se marchó a la S. D. Ponferradina, para jugar en su equipo filial.
Con el primer equipo debutó el 14 de mayo de 2017, frente al Tudelano de la Segunda División B. En la temporada 2018-19 logró el ascenso a Segunda División con la Ponferradina, debutando como profesional el 19 de octubre de 2019 frente al C. D. Numancia.
En enero de 2020 se marchó cedido al Getafe CF B.
El 22 de julio de 2021, tras rescindir su contrato con la SD Ponferradina después de 5 temporadas, firma por el Club Deportivo Castellón de la Primera División RFEF.
El 14 de julio de 2023, firma por el Algeciras Club de Fútbol de la Primera División RFEF.
El 25 de julio de 2024, pasa a formar parte del Marbella Fútbol Club.

## Carrera internacional
Diori es internacional con la selección de fútbol de Níger, con la que debutó el 4 de junio de 2016, en un partido de Clasificación para la Copa Africana de Naciones de 2017 frente a la selección de fútbol de Namibia.

## Clubes
| Club                     | País   | Año         |
| ------------------------ | ------ | ----------- |
| Kandadji Sport           | Níger  | 2012 - 2016 |
| Internacional Amistad    | España | 2016        |
| Ponferradina B           | España | 2016 - 2017 |
| Ponferradina             | España | 2017 - 2021 |
| Getafe CF B (cedido)     | España | 2020        |
| Club Deportivo Castellón | España | 2021 - 2023 |
| Algeciras CF             | España | 2023-2024   |
| Marbella F.C.            | España | 2024-2025   |